# Georg Michael Lingelsheim

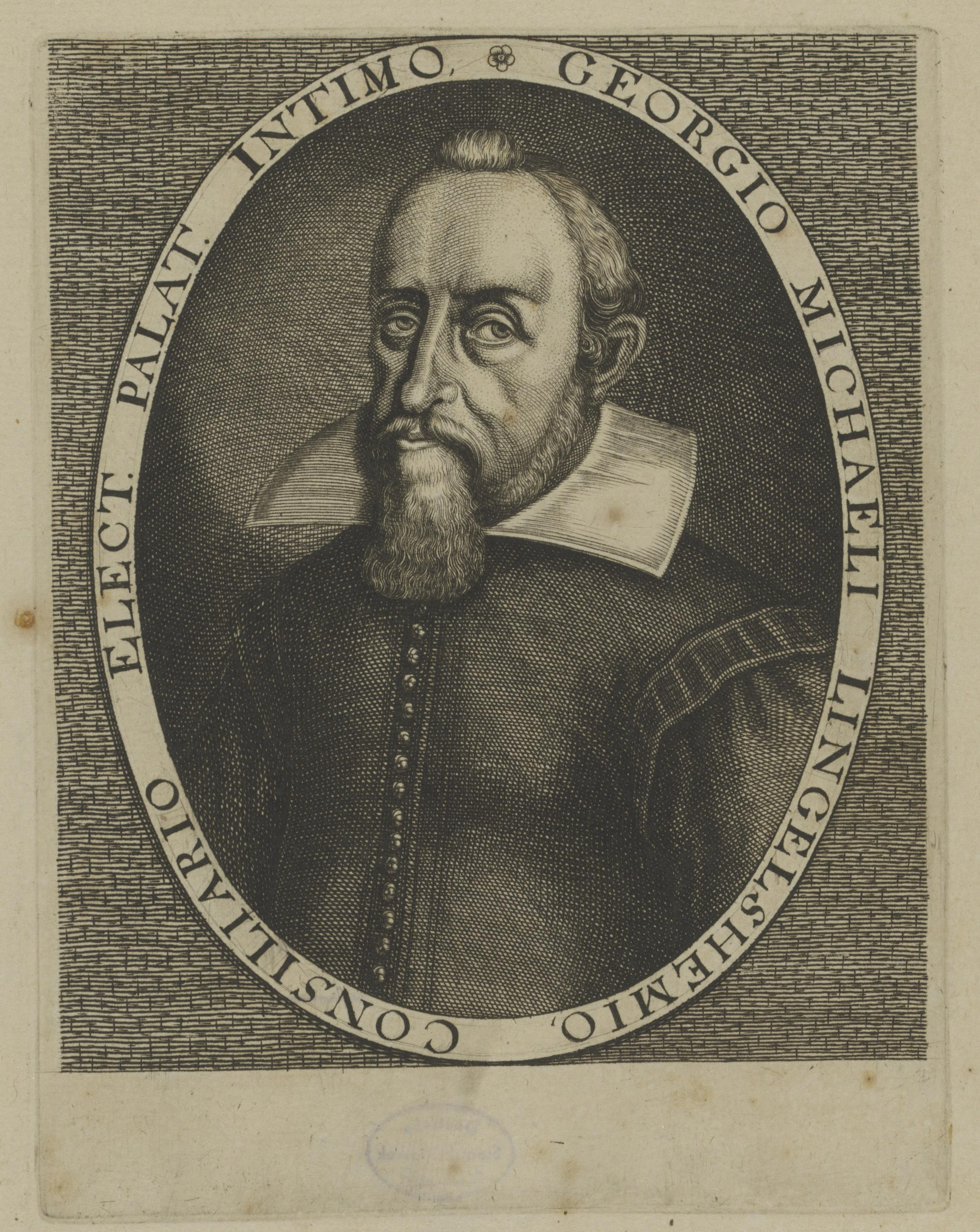
Georg Michael Lingelsheim

Georg Michael Lingelsheim (* 5. Dezember 1556 (nach anderen Angaben 9. Dezember 1557 oder 1558) in Straßburg; † Juli/August 1636 in Frankenthal) war ein kurpfälzischer Beamter und Gelehrter des Späthumanismus.

## Leben
Geboren als Sohn eines Lehrers am akademischen Gymnasium Straßburg, war Lingelsheim nach seinen juristischen Studienjahren in Heidelberg zunächst als Präzeptor (Hauslehrer) eines englischen Adligen tätig. 1583 promovierte er an der juristischen Fakultät der Universität Basel. Von 1583/1584 bis 1592 war er am kurpfälzischen Hof von Johann Casimir in Heidelberg Hauslehrer des Kurprinzen Friedrich IV. (zusammen mit Otto von Grünrade) und förderte dabei dessen Hinwendung zur Reformation. Ab 1587 (nach anderen Angaben ab 1592) war er Mitglied des kurpfälzischen Oberrats unter Friedrich IV. und dessen Nachfolger Friedrich V., dessen Gegner er jedoch war. Er gehörte damit zu den einflussreichsten Personen der damaligen kurpfälzischen Politik. Ab 1593 war er Administrator des aufgehobenen Klosters Walderbach. 1619/20 wurde Martin Opitz während seines Studiums in Heidelberg für kurze Zeit von Lingelsheim als Hauslehrer engagiert und unterstützt. Über Lingelsheim kam Opitz in Kontakt mit dem Heidelberger Dichterkreis um Julius Wilhelm Zincgref. Nach der Eroberung der Kurpfalz durch die Truppen des katholischen Kaisers Ferdinand II. unter Führung von Spinola wurde Lingelsheim 1621 zur Emigration nach Straßburg gezwungen. Während der kurzzeitigen Wiedereinsetzung Friedrich V. im Jahr 1633 wurde er in Frankenthal gefangen genommen und starb in der dortigen Haft.

## Werk und Bedeutung
Lingelsheim war eine der zentralen Figuren der späthumanistischen Gelehrtenrepublik. Er korrespondierte brieflich mit etwa 80 zeitgenössischen, vor allem protestantischen, Gelehrten und Diplomaten quer durch Europa, daraus sind über 2000 Briefe von und an Lingelsheim erhalten. Er setzte sich darin für einen Ausgleich unter den verschiedenen protestantischen Konfessionen in Abwehr des habsburgischen Katholizismus ein. Unter anderem verkehrten Marquard Freher, Jan Gruter, Paul Melissus Schede, Johann Joachim von Rusdorf und Julius Wilhelm Zincgref in seinem Haus. Sein Briefwechsel stellt eine der wichtigsten Quellen für die Geschichte des Späthumanismus im konfessionellen Zeitalter dar.
Außer seiner Dissertation sind keine eigenständigen Veröffentlichungen Lingelsheims bekannt. Er veröffentlichte und übersetzte jedoch verschiedene Werke anderer Autoren. So veröffentlichte er z. B. 1620 die „Geschichte seiner Zeit“ von Jacques-Auguste de Thou in Genf. Pierre Dupuy und Nicolas Rigault, die mit der Veröffentlichung von de Thous Werk beauftragt waren, sandten das Manuskript an Lingelsheim, da sie bei einer Veröffentlichung in Frankreich Sanktionen vom Hof Maria de’ Medicis zu befürchten hatten.